# Ingvar Eggert Sigurðsson
Ingvar Eggert Sigurðsson (en islandés:ˈiŋkvar ˈɛcːɛr̥t ˈsɪːɣʏr̥θsɔn; Reykjavík, 22 de noviembre de 1963) es un actor islandés que ha trabajado principalmente en el cine islandés, así como en varios proyectos en Europa y Estados Unidos.

## Carrera
Ha tenido papeles en la película de Friðrik Þór Friðriksson Englar alheimsins (Ángeles del Universo) y en Mýrin de Baltasar Kormákur (Jar City) y Everest. Además de su trabajo en el cine, Ingvar también ha actuado ampliamente en producciones televisivas y teatrales, tanto en Islandia como en el extranjero.
Ingvar ha ganado el Premio Edda al Actor del Año en cuatro ocasiones por sus interpretaciones en Slurpinn & Co., Englar alheimsins (Ángeles del universo), Kaldaljós (Cold Light), y Mýrin (Jar City) en 1998, 2000, 2004 y 2006 respectivamente, además de ganar el Premio del Público en los Premios del Cine Europeo del año 2000 por su interpretación en Englar alheimsins (Los ángeles del universo). Aparte de eso, ha sido nominado muchas veces por varios papeles en diversas películas.
Ingvar se ha dado a conocer internacionalmente por su papel de policía Ásgeir en la serie de televisión islandesa Trapped (2015-2018).
En mayo de 2019, Ingvar recibió el premio al mejor actor del festival de la Semana de la Crítica por su interpretación en Un blanco, blanco día. En marzo de 2022 se anunció como parte del elenco de la nueva película épica de Zack Snyder titulada Rebel Moon.

## Filmografía
- Ingaló (1992) – Skúli
- Skýjahöllin (1994) – Pabbi Alla
- Devil's Island (1996) – Grjóni
- Pearls and Swine (1997) – Viktor
- Count Me Out (1997) – Hilmar
- No Trace (1998) – Óli
- Slurpinn & Co. (1998, short)
- Angels of the Universe (2000) – Páll
- Dramarama (2001) – Sölvi
- No Such Thing (2001) – Dr. Svendsen
- Falcons (2002) – Cop
- K-19: The Widowmaker (2002) – Chief Engineer Gorelov
- Stormy Weather (2003) – Gunnar
- Cold Light (2004) – Older Grímur
- Beowulf & Grendel (2005) – Grendel
- Jar City (2006) – Erlendur
- Children (2006)
- Parents (2007) – Óskar Sveinn
- Great Plane (2007)
- Stóra planið (2008) – Magnús
- Skrapp út (2008) – Siggi
- Country Wedding (2008) – Brynjólfur
- Reykjavík-Rotterdam (2008) – Steingrímur
- 8 (2008) – Father (segment "The Letter")
- King's Road (2010) – BB
- Woyzeck (2010) – Woyzeck
- Undercurrent (2010) – Skipper Anton
- Courier (2010) – Captain Slavko
- Polite People (2011) – Þorsteinn
- Borgríki (2011) – Gunnar
- I Against I (2012) – Issac Revchenko
- Rock Bottom (2013)
- Of Horses and Men (2013) – Kolbeinn
- Metalhead (2013) – Karl, Hera's father
- Playtime (2013) – The Artist
- Harry & Heimir: Morð eru til alls fyrst (2014) – Símon
- One Night in Istanbul (2014) – Altan
- Borgríki 2 (2014) – Gunnar
- Dirk Ohm – Illusjonisten som forsvant (2015) – Lensmann
- Everest (2015) – Anatoli Boukreev
- Sparrows (2015) – Gunnar
- Trapped (serie de televisión) (2015-2018)
- Fyrir framan annað fólk (2016) – Doctor
- The Aquatic Effect (2016) – Siggi
- The Oath (2016) – Halldór
- Svanurinn (2017) – Karl
- La liga de la Justicia (2017) – Mayor
- Vargur (2018)
- Mihkel (2018)
- Fantastic Beasts: The Crimes of Grindelwald (2018) – Grimmson
- A White, White Day (2019) – Ingimundur
- Lamb (2021) - Man on Television
- Katla (2021)
- The Northman (2022)
- Rebel Moon (2022)